# گورباچه
گورباچه (به لاتین: Gorbacze) یک روستا در لهستان است که در گمینا میخاوووو واقع شده‌است.